# طبيخة عيد درناوية
طبيخة العيد (أو طبيخة درناوية) هي من أشهر اطباق مدينة درنة وهي جزء من اكلات مطبخ ليبي وهي طبق اساسي في عيد الفطر وعيد الاضحى، وتصنع من الحمص المنقوع والزبيب والقرع ولحم الخاروف